# Maslovite
La maslovite è un minerale appartenente al gruppo della cobaltite.